# Ngepoh (Dringu)
Ngepoh is een bestuurslaag in het regentschap Probolinggo van de provincie Oost-Java, Indonesië. Ngepoh telt 1799 inwoners (volkstelling 2010).